# V830 Tauri
Désignations
V830 Tauri (en abrégé V830 Tau) est une étoile variable de type BY Draconis. Elle est l'objet primaire d'un système planétaire dont l'unique objet secondaire connu est V830 Tauri b, une planète géante gazeuse.

## ÉtoileV830 Tauri
L'étoile V830 Tauri est située à une distance de 130,598 ± 0,698 pc (∼426 al) du Soleil dans la direction de la constellation zodiacale du Taureau. De magnitude apparente 12,1 dans le spectre visible, elle n'est pas observable à l'œil nu. De masse comparable à celle du Soleil (1 ± 0,05 M☉) pour un rayon d'environ deux fois celui du Soleil (2 ± 0,2 R☉), V830 Tauri est âgée d'environ deux millions d'années.

## PlanèteV830 Tauri b
La planète V830 Tauri b est un Jupiter chaud. Elle a été découverte par la méthode des vitesses radiales grâce aux spectropolarimètres jumeaux ESPaDOnS et Narval, installés sur le télescope de l'observatoire Canada-France-Hawaï et le télescope Bernard Lyot de l'observatoire Midi-Pyrénées. Sa découverte a été annoncée le 20 juin 2016. À cette date, V830 Tauri b est le plus jeune Jupiter chaud connu.

### Étoile
- (en) V830 Tauri sur la base de données Simbad du Centre de données astronomiques de Strasbourg.

### Planète
- (en) V830 Tau b sur L'Encyclopédie des planètes extrasolaires de l'Observatoire de Paris.
- (en) V830 Tau b sur la base de données NASA Exoplanet Archive du NASA Exoplanet Science Institute.
- (en) V830 Tau b sur la base de données Simbad du Centre de données astronomiques de Strasbourg.